# Sylvia Lydi
 (février 2020).
Si vous disposez d'ouvrages ou d'articles de référence ou si vous connaissez des sites web de qualité traitant du thème abordé ici, merci de compléter l'article en donnant les références utiles à sa vérifiabilité et en les liant à la section « Notes et références ».
Sylvia Lydi (née le 16 juillet 1933 à Bâle) est une actrice suisse.

## Biographie
La mère de Sylvia Lydi est une Autrichienne venue en Suisse à l'âge de 20 ans et s'y marie. Lydi travaille en tant qu'esthéticienne qualifiée avant de se former en tant qu'actrice. Elle est apparue sur des scènes en Allemagne, en Autriche et en Suisse, notamment avec Trudi Roth ou Elisabeth Schnell.
Sylvia Lydi est régulièrement devant la caméra pendant dix ans à partir du milieu des années 1950, puis seulement sporadiquement jusqu'à la fin des années 1970. Elle a une grande popularité en 1966 dans le rôle de Suzy Fast dans la série en trois parties Die Gentlemen bitten zur Kasse.
Sylvia Lydi est un temp mariée à l'acteur Hans Jaray. En 1982, elle est cofondatrice du théâtre du village de Zumikon dans le canton de Zurich, où elle met en scène également dans les premières années.

## Filmographie
- 1956 : Die schlaue Witwe (TV)
- 1957 : Die unentschuldigte Stunde
- 1958 : Der Page vom Palast-Hotel
- 1959 : La Chasse de Saint-Hubert
- 1960 : Die liebe Familie (TV)
- 1960 : Kriminaltango
- 1961 : Der erste Frühlingstag (TV)
- 1961 : Rosen für Marina (TV)
- 1961 : Quadrille (TV)
- 1961 : Das Salzburger große Welttheater (TV)
- 1962 : Der Impresario von Smyrna (TV)
- 1962 : Bunbusch (TV)
- 1962 : Adorable Julia
- 1962 : Blick über den Zaun (TV)
- 1962 : Meine Schwester und ich (TV)
- 1963 : Der Mustergatte (TV)
- 1963 : Die sanfte Tour – Der Baron und die Schirme (série télévisée)
- 1963 : Die volle Wahrheit (TV)
- 1963 : Die Grotte (TV)
- 1964 : Slim Callaghan greift ein – Unter Mordverdacht (série télévisée)
- 1965 : Wolken am Himmel (TV)
- 1965 : Das unverschämte Glück, ein Mann zu sein – Indiskretionen eines Adams von heute (TV)
- 1965 : Gewagtes Spiel – Wettlauf mit der Zeit (série télévisée)
- 1966 : Die Gentlemen bitten zur Kasse (TV)
- 1966 : Ein Mädchen von heute (TV)
- 1967 : Von null Uhr eins bis Mitternacht – Das Verlobungsgeschenk (série télévisée)
- 1967 : Landarzt Dr. Brock – Aushilfsschwester Inge (série télévisée)
- 1967 : Frühling in Baden-Baden (TV)
- 1970 : Hetzjagd (TV)
- 1971 : Toni und Veronika – Almfasching (série télévisée)
- 1977 : Peter Voss, le voleur de millions (série télévisée, 2 épisodes)